# Columbia Theological Seminary
Le Columbia Theological Seminary est un séminaire situé à Decatur (Géorgie) aux États-Unis, une des dix institutions théologiques affiliées à l'Église presbytérienne américaine.

## Histoire
Fondé en 1828 à Lexington, le séminaire se déplace deux ans plus tard à Columbia dont il prend le nom puis en 1927 en banlieue d'Atlanta.
Pendant la Guerre civile américaine, le séminaire s'affilie à l'Église presbytérienne des États confédérés d'Amérique, renommée Église presbytérienne des États-Unis (PCSU) après la guerre.
L’école devient un champ de bataille lors du débat de la théorie de l’évolution de la PCUS au cours des années 1880, en raison des vues controversées de James Woodrow, oncle du président Woodrow Wilson et professeur de sciences du séminaire, qui s’aligne alors sur l’évolution.
En 1830, l'école prend le nom de Columbia Theological Seminary, et son nom est officiellement accepté en 1925. Entre 1925 et 1930, le président Richard T. Gillespie assure la direction de l'établissement et permet le développement des installations actuelles sur un terrain de 25 hectares à Decatur, en Géorgie. Les premières années à Decatur étant difficiles, l’avenir de l’institution devient incertain mais l'école connaît une croissance substantielle sous la direction de J. McDowell Richards, qui en est élu président en 1932 et qui la dirige pendant près de quatre décennies.

## Présidents
- 1921–1925 : John M. Wells
- 1925–1930 : Richard T. Gillespie
- 1932–1971 : J. McDowell Richards
- 1971–1976 : C. Benton Kline
- 1976–1987 : J. Davison Philips
- 1987–2000 : Douglas Oldenburg
- 2000–2009 : Laura S. Mendenhall
- 2009–2014 : Stephen A. Hayner
- 2015– : Leanne Van Dyk[3]